# Гахович, Валентина Георгиевна
Валентина Георгиевна Гахович (бел. Валянціна Георгіеўна Гаховіч
; 1924—2006) — белорусский, советский учитель. Народный учитель СССР (1985).

## Биография
Валентина Гахович родилась 7 июля 1935 года в деревне Грицкевичи (ныне Несвижский район Минской области), в семье священника Хильтова Георгия Александровича.
Незадолго до войны семья переехала в Клецк. В конце войны Валю с братом забрала к себе в Новогрудок родственница отца Анна Осиповна Железнякович.
В 1952 году с серебряной медалью окончила русскую среднюю школу № 2 и поступила в Минский педагогический институт имени М. Горького, на филологический факультет.
Закончив в 1956 году институт с красным дипломом, была направлена на работу в вечернюю Татарковскую школу Осиповичского района Могилёвской области.
В 1959 году вместе с мужем вернулась в Новогрудок, где преподавала сначала математику, а после русский язык и литературу.
В 1977 году была делегатом 16 съезда профсоюзов СССР. В 1987 году заседала в Президиуме VII съезда тружеников народного образования БССР. В 1988 году была делегатом Всесоюзного съезда тружеников образования СССР. Была избрана членом Всесоюзной Рады по народному Образованию. В 1991 году участвовала в Выставке достижений народного хозяйства СССР, там была награждена серебряной медалью.
В 1992 году была избрана членом Комитета советских женщин СССР, избиралась заместителем председателя Комитета.
В 2007 году принято решение Новогрудского исполнительного комитета о внесении сведений Гахович Г. В. в Книгу Славы Новогрудского района.
Одной из ярких, развитых форм деятельности педагога стала разработка рекомендаций по актуальным проблемам совершенствования учебно-воспитательного процесса. Среди них рекомендации: «Проблемное обучение нам уроках литературы», «Современный урок», «Пути активации умственной деятельности учащихся на уроках языка и литературы» и др.
Умерла 12 мая 2019 года.

## Награды и звания
- Заслуженный учитель Белорусской ССР (1974)
- Народный учитель СССР (1985)
- Орден «Знак Почёта» (1981)
- Медаль «За доблестный труд» (1970)
- Знак «Отличник народного просвещения БССР» (1970)
- Почётный гражданин Новогрудского района[3]
- Имя В. Г. Грахович занесено в Книгу Славы Новогрудского района (2007)[2].

## Память
- В честь Народного учителя СССР и Заслуженного учителя БССР В. Г. Гахович на территории оздоровительного лагеря «Свитязь» высажена кленовая аллея[1].
- Имя В. Г. Гахович присвоено средней школе № 3 г. Новогрудка[4]. Одна из экспозиций в школьном музее посвящена В. Г. Грахович[5].